# Adam Thirlwell
Pour les articles homonymes, voir Thirlwell.
Adam Thirlwell, né en 1978 à Londres, est un écrivain britannique.

## Biographie
Né dans le centre de Londres, Adam Thirlwell grandit à Bushey. Après de brillantes études littéraires à Oxford, il publie un premier roman, Politique, traduit dans une vingtaine de langues, qui lui vaut de figurer parmi les 20 meilleurs jeunes écrivains britanniques sélectionnés par la célèbre revue Granta, connue pour avoir repéré nombre de futurs grands auteurs. 

## Œuvres
Cette bibliographie ne mentionne que les traductions françaises :
- Politique, éditions de l'Olivier, 2004.
- L'Évasion, éditions de l'Olivier, 2009[5],[6].
- Le Livre Multiple, éditions de l'Olivier, 2014.
- Candide et lubrique, éditions de l'Olivier, février 2016.
- Le futur futur, éditions de l'Olivier, 2024